# Las Cabritas (Chile)
Las Cabritas es un pueblo de la Comuna de La Calera, perteneciente a la Provincia de Quillota, dentro de la Región de Valparaíso, Chile. Se ubica a 2,9 km de La Calera, la ciudad más cercana. 
Se extiende sobre la ribera del Río Aconcagua, a lo largo de un eje generado por la Ruta F-300, sobre una superficie de 0.8428 km². Cuenta con una población de 1497 habitantes según el Instituto Nacional de Estadísticas (INE 2019).

## Geografía
Las Cabritas se mantiene dentro de la zona agrícola de la comuna de La Calera, impulsada por el Río Aconcagua y el clima semitemplado, con lluvias a cada tiempo distante presentados dentro de la localidad.